# リッチ・マリンズ
リチャード・ウェイン・マリンズ（英: Richard Wayne Mullins、1955年10月21日 - 1997年9月19日）は、アメリカ合衆国の現代クリスチャン・ミュージックの歌手。インディアナ州リッチモンドでジョンとネヴァ・マリンズの間に生まれ、1997年にジープ事故で亡くなった。
マリンズは、現代ワーシップ・ミュージックの「ステップ・バイ・ステップ」と「おおいなる神」で良く知られている。両方の曲は多くのクリスチャン現代の古典として受け入れられてきた。en:Winds of Heaven, Stuff of Earth (1988年), en:The World As Best As I Remember It, Volume One (1991年) en:A Liturgy, A Legacy, & A Ragamuffin Band (1993年)など彼のアルバムの幾つかは、現代クリスチャン・ミュージック（CCM）のベスト曲であると考えられている。彼の音楽は、カエドモンズ・コール、ファイヴ・アイロン・フレンツィ、エミー・グラント、ジャーズ・オブ・クレイ、マイケル・W・スミス、ジョン・テッシュ、クリス・ライス、第三の日などの多くのアーティストによってカバーされてきた。
また、キリスト教信仰への献身でも知られている。それらは、時々他の人々に霊感を与えた。彼はアッシジのフランシスコから強い影響を受けた。1997年にはアッシジのフランシスコの生涯をわかりやすく表現した古い西欧のセットのen:Canticle of the Plainsと呼ばれるミュージカルを作曲した。